# Тактильне покриття

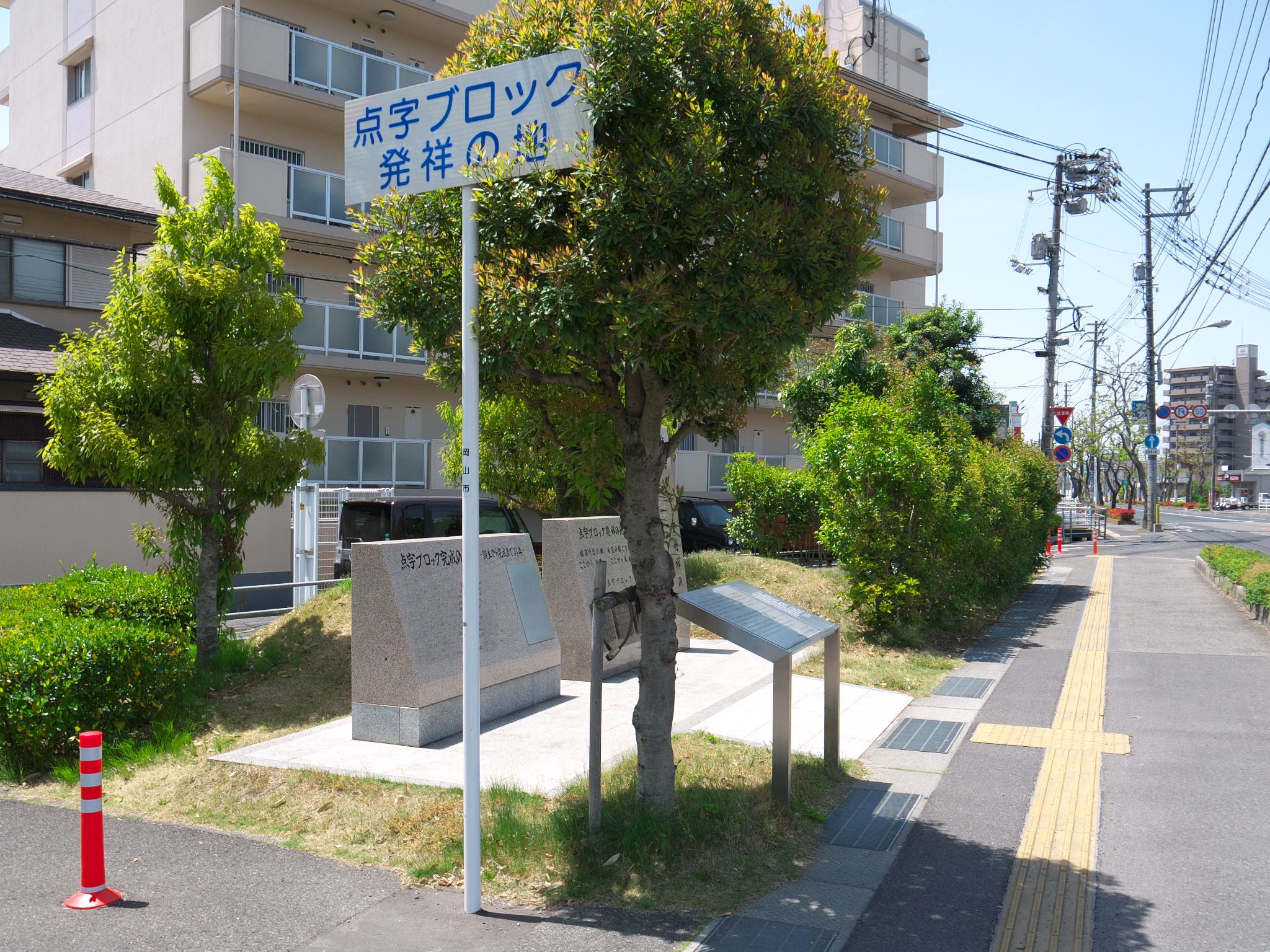
Місце першої установки «блоків Брайля» (4-16-53 Хараосіма, район Нака, місто Окаяма).

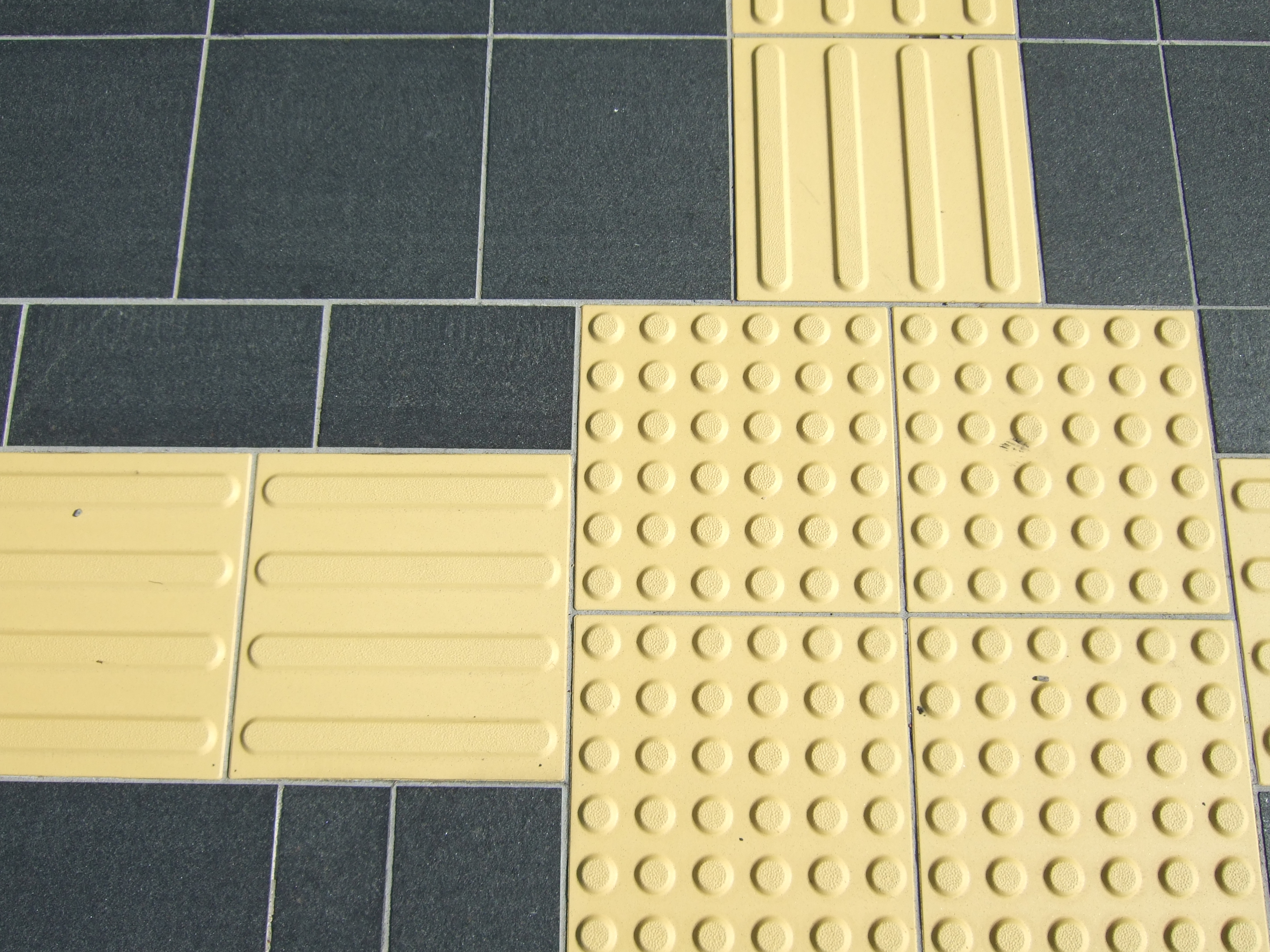
Блоки Брайля.

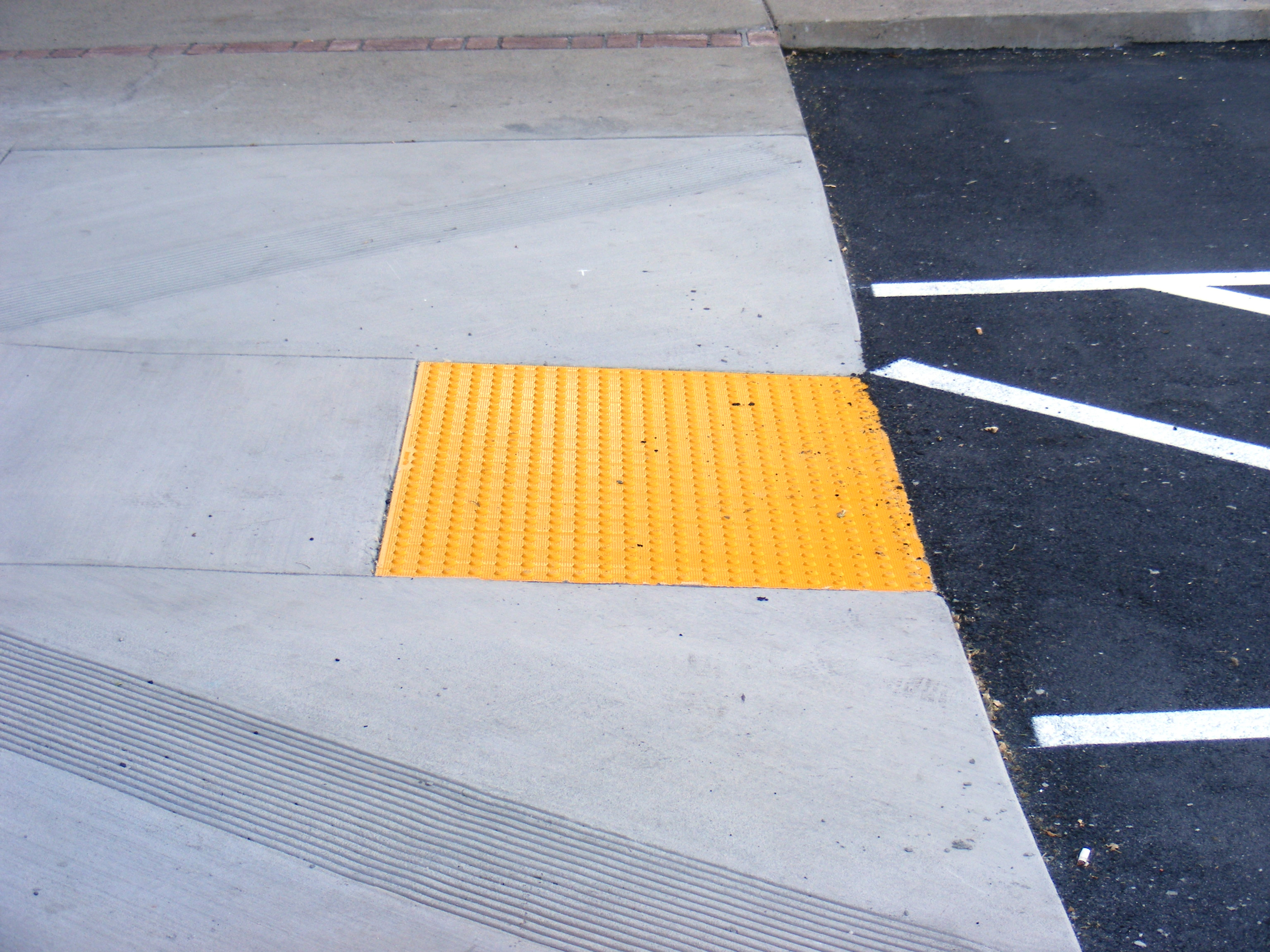
Блок Брайля на стоянці.

Тактильне покриття (також зване Тактильне мощення, Тактильна плитка, Блоки Брайля, Блоки Тендзі) — система особливих текстур на тротуарах, сходах і платформах залізничних станцій, що допомагає орієнтуватися в просторі пішоходам із вадами зору.
Тактильні попередження створюють характерний поверхневий візерунок усічених куполів, конусів або смуг, які можна помітити за допомогою довгої тростини або під ногами. Ця система використовуються для оповіщення людей з вадами зору про наближення вулиць, а також про небезпечні зміни рівня чи кута нахилу поверхні. У спільноті розробників і користувачів існує розбіжність щодо того, чи може установка цієї системи всередині будівель викликати небезпеку спіткнутися об неї.
Система тактильного покриття була винайдена і вперше введена в Японії на пішохідних переходах і в інших небезпечних дорожніх місцях. У Великій Британії, Австралії та Сполучених Штатах стали вводити дану систему на початку 1990-х років. Канада почала включати її в свою транспортну систему спочатку в 1990-х роках, а потім розширила її використання на початку 2000-х років.

## Історія

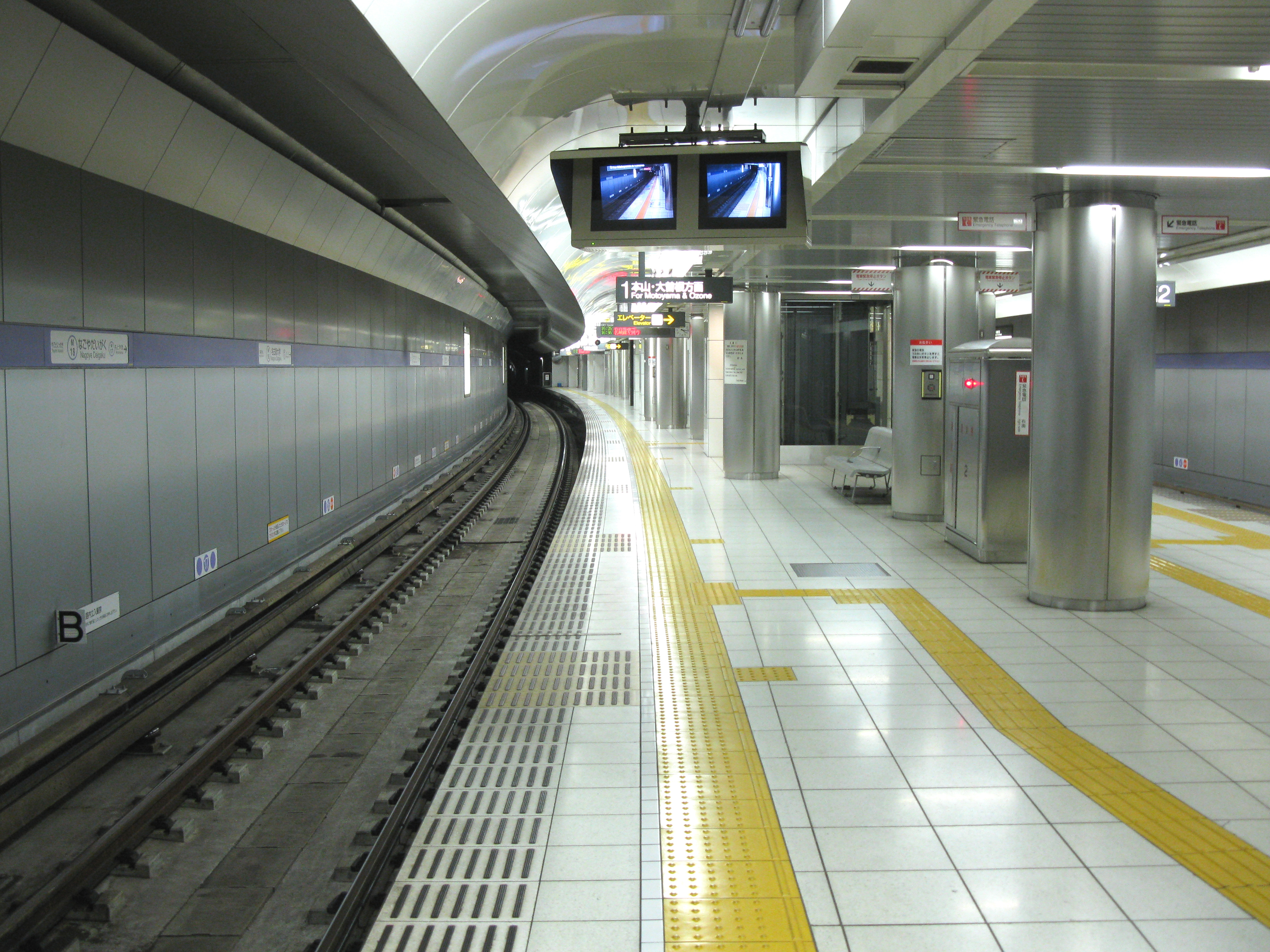
Японія була одним з піонерів по впровадженню тактильного покриття (Станція університету Нагоя з жовтими «блоками Брайля» в метро Нагої).

Тактильне покриття було розроблено японським інженером і винахідником Міяке Сейічі (яп. 三宅精一) в 1965 році і названо ним «блоком Брайля». Два роки по тому, 18 березня 1967 року, перед державною школою для незрячих м. Окаяма біля японської дороги національного значення № 250 були вперше в світі встановлені «блоки Брайля», для допомоги орієнтації в просторі людям з вадами зору Яскравий колір «блоків Брайля» видно людям з поганим зором і когнітивними порушеннями..
Десять років по тому, завдяки своїм перевагам безпеки і навігації, використання тактильного покриття стало обов'язковим для Японської національної залізниці. Тактильне покриття швидко поширилися після його прийняття Японською залізницею. У 1985 році система була офіційно названа «Блоки навігації для людей з вадами зору» (視覚障害者誘導用.. Існує два основних типи тактильного покриття: «лінійний спрямовувальний блок», в якому опуклі, паралельні лінії розташовані на блоці і вказують напрямок руху, і «точковий застережливий блок», в якому опуклі точки розташовані на блоці і попереджають про небезпеку подальшого руху. Існує паралельне розташування (квадратне розташування, загратоване розташування) і шахове розташування (діагональне розташування) опуклих точок в «точково попереджальному блоці». Крім того, кількість виступів «лінійного спрямовувального блоку» може становити три, п'ять, і т. д. У деяких країнах можуть використовувати блоки спеціальної форми: так в Швеції, щоб уникнути впливу снігоприбиральних робіт, замість опуклих виступів можна використовувати увігнуті.
Багато видів тактильного покриття були виготовлені і встановлені в якості експерименту. Це призвело до ситуацій, які можуть збивати з пантелику як людей з порушеннями зору, так і літніх людей. Зазвичай колір плитки використовується для перевірки правильного напряму. Якщо колір не звичайний, може виникнути плутанина. Це призвело до стандартизації системи по всій Японії.
В даний час використання тактильного покриття поширюється по всьому світу. Багато «блоків Брайля» були встановлені на станціях метро і на тротуарах в Сеулі, що в Республіці Корея. Установка в Сеулі складніша, ніж в Японії, тому що поверхня різних тротуарів в Сеулі не пласка, і тому у багатьох місцях значення «блоків Брайля» не передається чітко.
Тактильне покриття встановили на кожному об'єкті, який використовувався на літніх Олімпійських іграх в Сіднеї в 2000 році, так воно набуло значного поширення в австралійському громадському транспорті. Ця тенденція стала поширюватися у Великій Британії, США і в усьому світі.
Сьогодні в Японії повсюдно поширені жовтого кольору «блоки Брайля». Вони встановлені в містах, селищах та селах, для допомоги орієнтації в просторі людям, що страждають порушеннями зору: в адміністративних, громадських і комерційних будівлях і на вулиці навколо них, на тротуарах уздовж проїжджих частин, на пішохідних переходах, сходах, ескалаторах, пандусах, зупинках громадського транспорту, платформах залізничних станцій тощо. З естетичних причин, наприклад, перед готелями, їх колір може бути нестандартним, щоб відповідати кольору дорожнього покриття або кам'яної підлоги. Іноді у «блоків Брайля» опуклі смужки або точки виготовляються зі сталі.

## Точковий застережливий блок

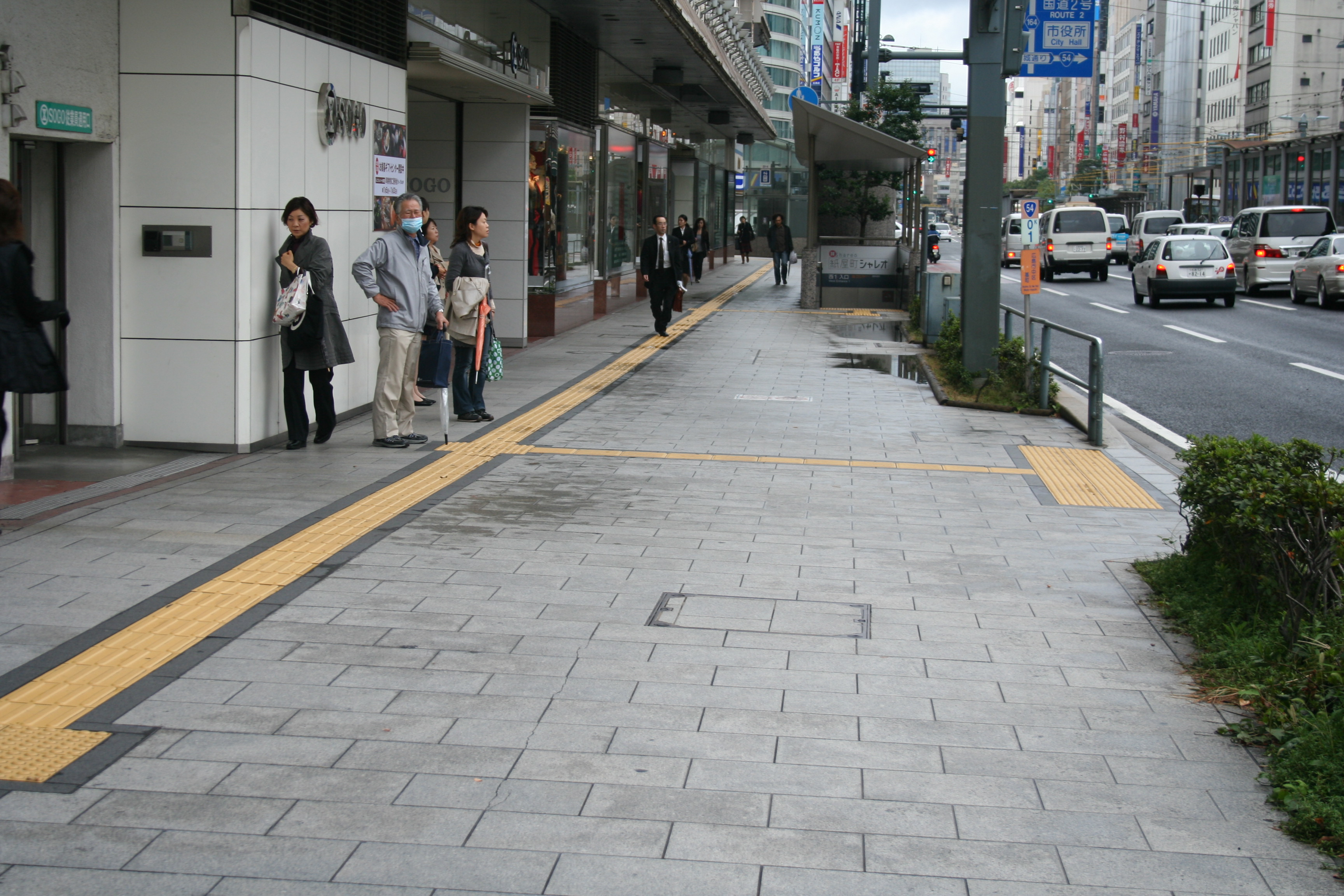
Тактильне покриття на тротуарі в місті Хіросіма.

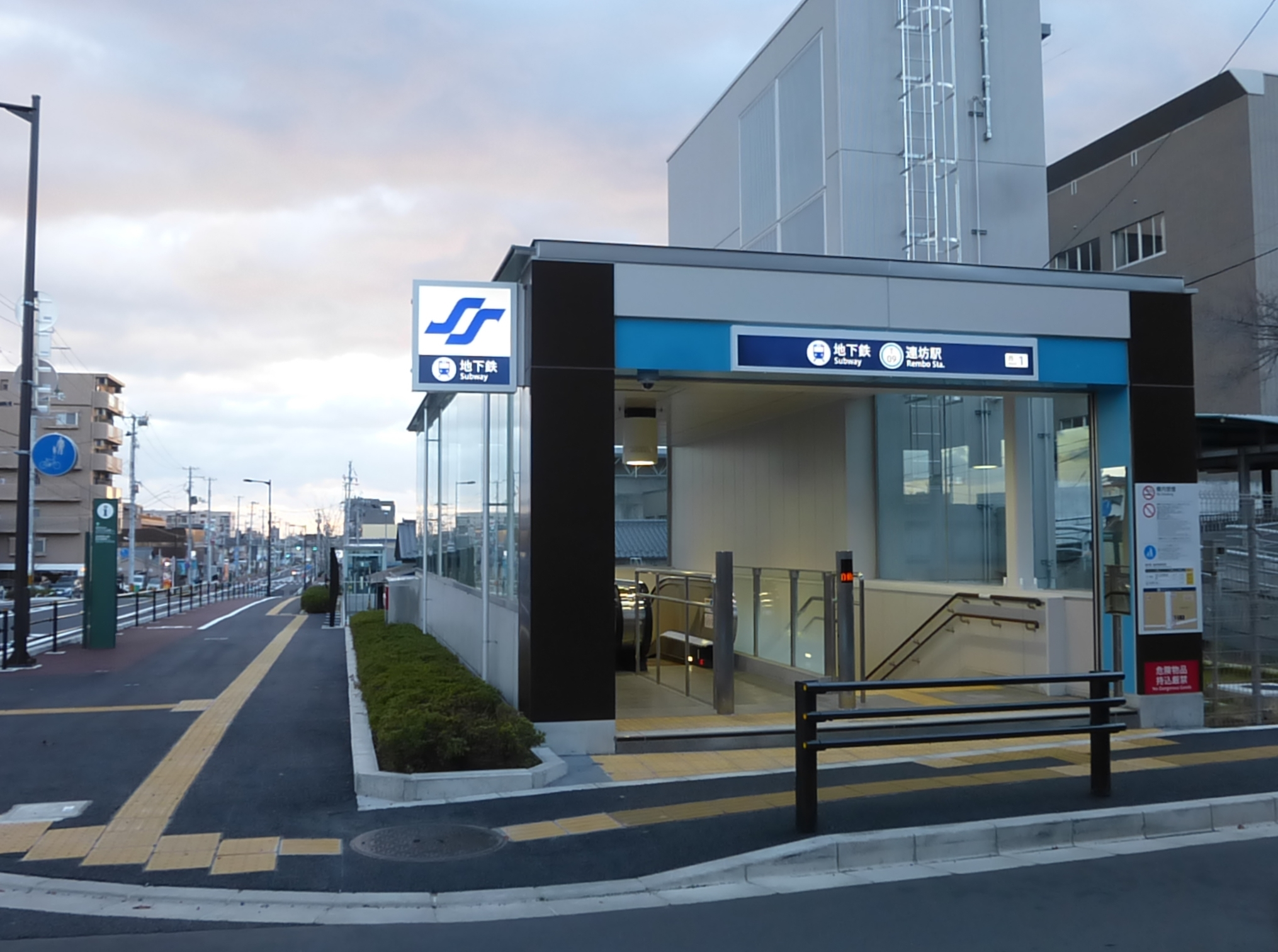
Тактильне покриття біля станції метро Рембоо Сендайского метрополітену.

Це система використовуються для пішохідних переходів. Призначення опуклих точок на поверхні полягає в тому, щоб попередити людей з порушеннями зору, які в іншому випадку, при відсутності зміни висоти > 25 мм, не могли б розрізнити, де закінчується пішохідна доріжка і починається проїжджа частина. Таким чином, ця поверхня є важливим елементом безпеки для цієї групи учасників дорожнього руху в пішохідних переходах, де пішохідна доріжка знаходиться на одному рівні з проїзною частиною, щоб візочники могли безперешкодно перетинати дорогу. Профіль точкових попереджувальних блоків складається з рядів плоских опуклих точок. Так само система точкового застережливого блоку використовується на краю залізничних платформ для інформування людей страждають порушенням зору, про те, що вони наближаються до краю платформи. Точкові попереджають блоки можуть бути виготовлені з будь-якого відповідного матеріалу для дорожнього покриття і може бути будь-якого кольору, але який забезпечує хороший контраст з навколишньому фоном, щоб допомогти людям зі слабким зором орієнтуватися на платформі. Систему точкових попереджувальних блоків слід встановлювати на залізничних станціях паралельно краю платформи і на відстані не менше 500 мм від краю платформи. Вона ніколи не повинна встановлюватися ближче до краю платформи ніж 500 мм, тому люди з порушеннями зору можуть не мати достатньо часу, щоб зупинитися, коли вони виявили точкові попереджають блоки. Так само система точкового застережливого блоку використовується, щоб попередити людей з порушеннями зору про наявність певних небезпек: ступенів, залізничних переїздів або наближення до краю платформи. Вона також широка використовується по тротуарів перед пішохідними переходами. Найчастіше система точкових попереджувальних блоків повідомляє людям з порушеннями зору «небезпека, стоп, дійте обережно». Там, де на залізничних станціях встановлена система горизонтального ліфта, точкові попереджають блоки встановлюються на платформах, тільки в зонах доступу до поїздів.

## Лінійний направляючий блок

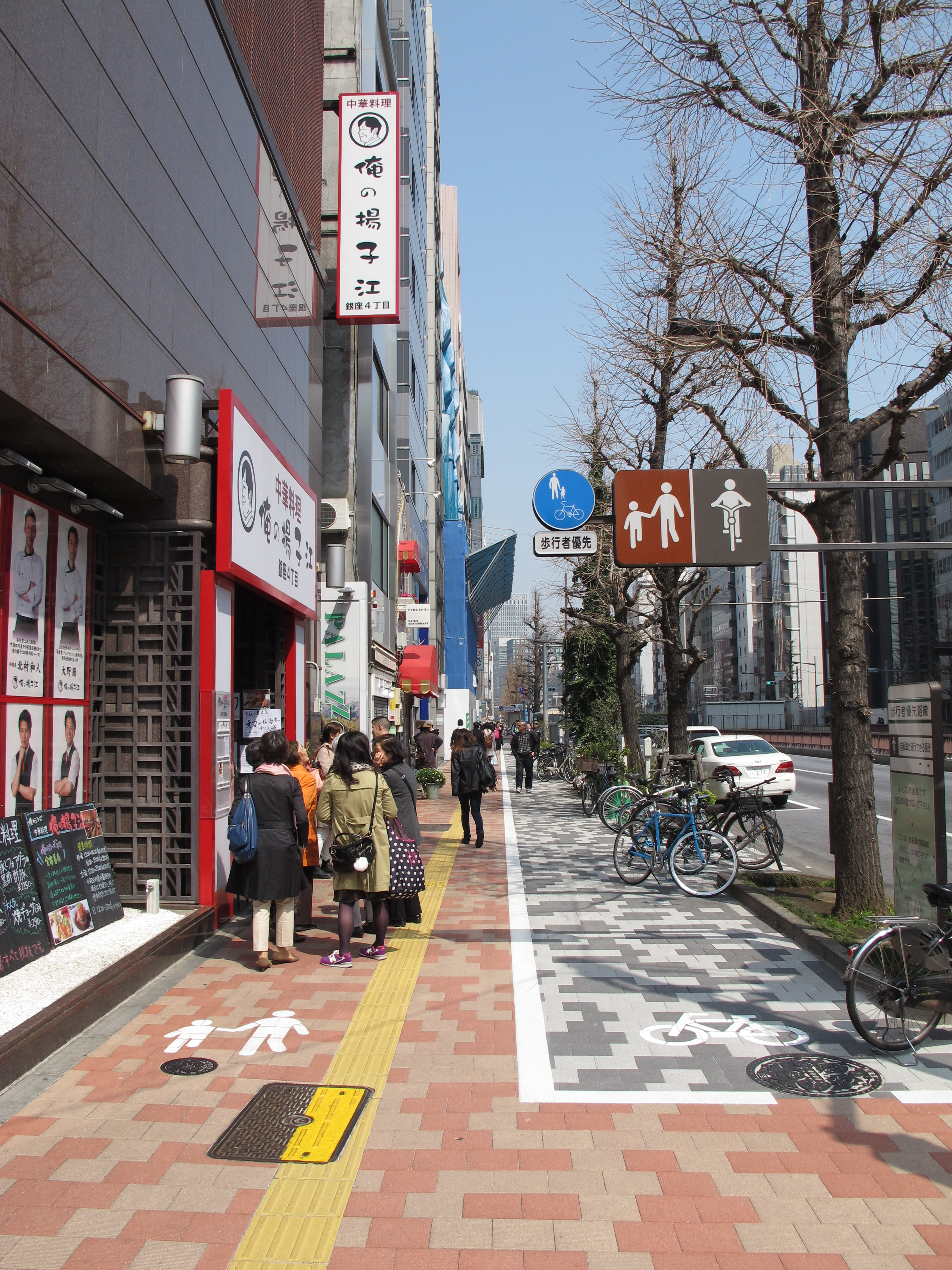
Лінійні направляючі блоки встановлені на тротуарах уздовж проїжджих частин в Японії.

Мета цієї системи полягає в тому, щоб направляти людей з порушенням зору щодо безпечного маршруту, коли традиційні покажчики, такі як бордюр, погано помітні або відсутні. Його також можна використовувати для наведення людей з порушеннями зору, наприклад, на вуличні меблі в пішохідній зоні. Поверхня спроектована таким чином, щоб люди могли орієнтуватися в просторі, йдучи ногами по тактильному покриттю або підтримуючи з ним контакт довгою білою тростиною.
Лінійно напрямні блоки виглядають у вигляді блоків з рядами опуклих, паралельно йдуть планок з плоским верхом, що вказують напрямок руху людям з порушеннями зору. Смуги висотою 5.5 мм (± 0.5 мм), шириною 35 мм йдуть на відстані 45 мм один від одного. Лінійно напрямні блоки можуть бути виготовлені з будь-якого відповідного матеріалу для дорожнього покриття і можуть бути будь-якого кольору, але який забезпечує хороший контраст з навколишньому фоном, щоб допомогти людям зі слабким зором орієнтуватися в просторі. Так само система лінійно напрямних блоків використовується там, де людям з порушенням зору потрібно орієнтуватися навколо перешкод, де потрібно знайти конкретне місце, будівлю, установа, кабінет. Там де система лінійно напрямних блоків використовується так само разом з системою точковий застережливий блоків на залізничних станціях для допомоги в орієнтації в просторі на платформі людей з порушенням зору. Вона дає людям з вадами зору можливість визначити з якого боку від системи точкових попереджувальних блоків вони перебувати, з внутрішньої безпечної сторони або зовнішньої біля самого краю платформи. В даному випадку система лінійних напрямних блоків виглядає у вигляді блоків з одні поруч планок з плоским верхом. Встановлюється впритул до системи точкових попереджувальних блоків з внутрішньої сторони платформи.

## Роль кольору і контрасту
Керівництво Міністерства транспорту Сполученого Королівства по установці і використанню тактильного дорожнього покриття надає великого значення ролі контрасту. У керівництві неодноразово вказується, що тактильне покриття для укладання слід вибирати для забезпечення сильного кольорового контрасту з навколишнім матеріалом, оскільки дослідження показали, що це допомагає людям зі слабким зором орієнтуватися в просторі. Більшість тактильних покриттів є в різних кольорах і матеріалах, що дозволяє легко домогтися гарного кольорового контрасту при відповідному виборі тактильного покриття.

## Японія
Хоча тактильні покриття були вперше встановлені в місті Окаяма 18 березня 1967 року і широко поширилися по всій Японії, тактильні покриття були стандартизовані Японськими промисловими стандартами (JIS) до 2001 року. Система «блоків Брайля» поступово поширюється з міста Окаяма, в Осаку та Кіото, але перший раз в місті Осака «блоки Брайля» були встановлені на залізничній станції Абікотё в 1970 році. Крім того, Токійське столичне бюро автомобільних доріг також вирішило встановлювати дану систему, і воно поширилося по всій країні Японії. З кінця 1990-х років колишній Технологічний центр по оцінці продукції Міністерства міжнародної торгівлі та промисловості досліджував оптимальну форму тип тактильного покриття і стандартизував його в 2001 році як Японський промисловий стандарт (JIS T 9251). Крім того, блоки Брайля поширилися у багатьох країнах через їх корисності, але проблема полягає в тому, що форма і спосіб укладання розрізняються в різних країнах, і перший міжнародний стандарт ISO 23599 був прийнятий тільки в 2012 році. Лінійний направляючий блоки тактильного покриття встановлені практично на всіх з'їздах в Японії. Лінійний направляючий блоки тактильного покриття встановлюються на тротуарах і пішохідних переходах, часто використовуваних людьми з порушеннями зору, на таких маршрутах як маршрути між транспортними засобами і будівлями, такими як лікарні, школи для слабозорих, громадські центри, великі торгові центри, адміністративні будівлі і так далі .
Після прийняття в Японії закону «про сприяння дослідженням і розробкам і просуванню обладнання для соціального забезпечення» в 1993 році, «блокам Брайля» було дано назву «Блоки навігації для людей з вадами зору». Назва «блок Брайля» не є зареєстрованим товарним знаком.
З 1994 року японське законодавство вимагає, щоб будівлі площею понад 2000 м² встановлювали і обслуговували тактильні покриття поруч з драбинами, пандусами, ескалаторами і основними проходами. Школи, лікарні, театри, арени, громадські центри, виставкові зали, універмаги, готелі, офіси, багатоквартирні будинки або будинку престарілих площею менш як 2000 м² повинні витрачати розумні зусилля на установку і обслуговування тактильного покриття всередині будівлі, але установка його не обов'язкова. Початковий закон був замінений іншим законом в 2006 році.
Також згідно із законом на всіх транзитних об'єктах в Японії повинні бути встановлені лінійні напрямні блоки тактильного покриття, що з'єднують шлях від громадського входу до зони посадки. Всі сходи, ескалатори і пандуси повинні бути позначені точковими попереджувальними блоками тактильного покриття. В Японії на всіх залізничних станціях встановлено тактильне покриття. Платформа залізничної станції в аеропорту звільняється від установки тактильного покриття, якщо на ній встановлені перила та виконані інші технічні вимоги. Зони посадки для пасажирських поромів також звільняються, якщо зона піддається впливу хвиль. В Японії практично повсюдно в містах, селищах і селах, для допомоги орієнтації в просторі людям, що страждають порушенням зору, встановлено тактильне покриття в адміністративних, громадських і комерційних будівлях і на вулиці навколо них, на тротуарах уздовж проїжджих частин, на пішохідних переходах, сходах, ескалаторах, пандусах, зупинках громадського транспорту, платформах залізничних станцій і т. д.
Колір «блоком Брайля» в Японії найчастіше жовтий. У минулому використовувався часто сірий колір, але для того, щоб людям зі слабким зором було легше знайти тактильне покриття, став використовуватися жовтий.

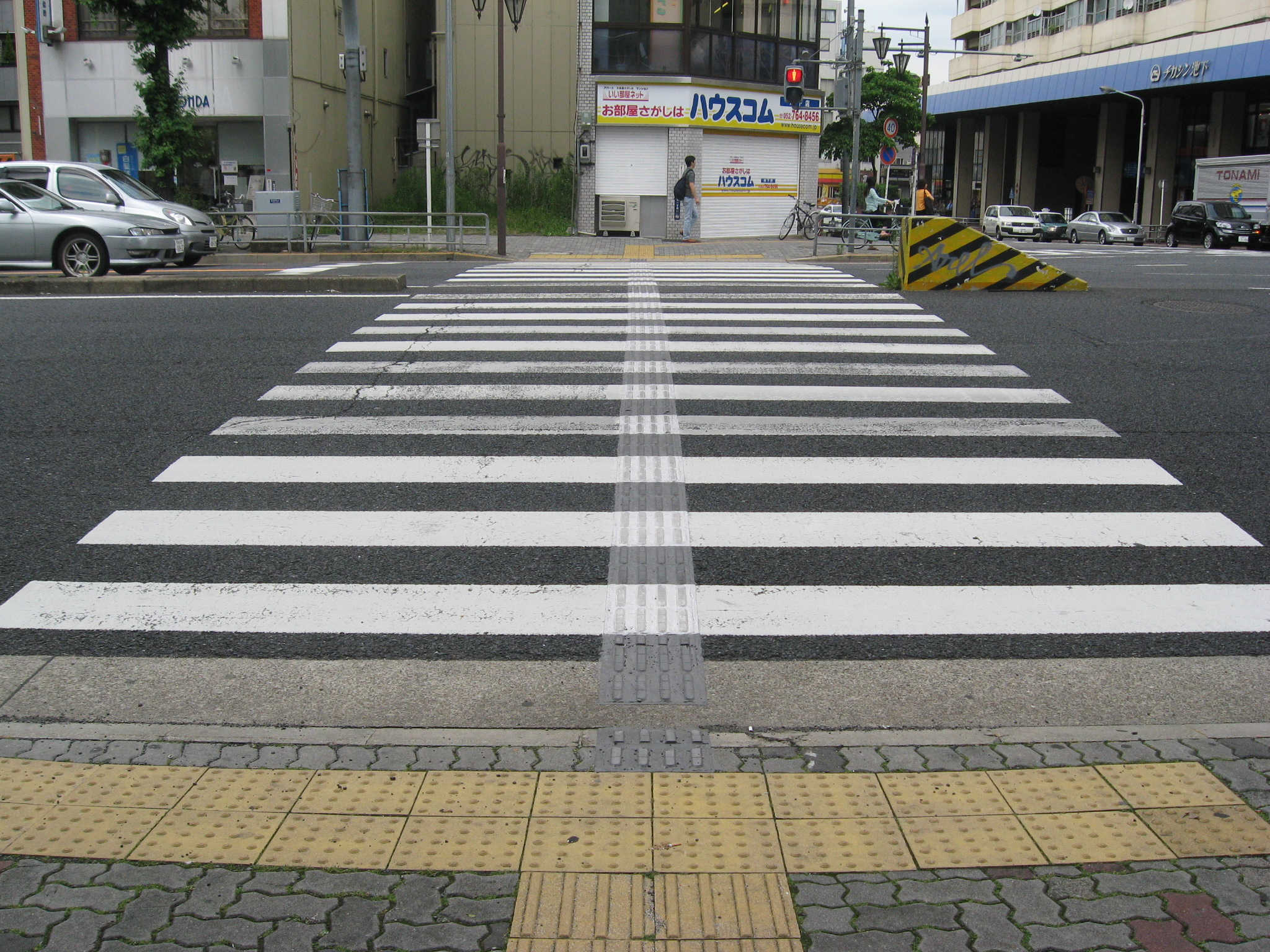
Низькопрофільні лінійні напрямні блоки встановлені на жвавих пішохідних переходах в Японії.
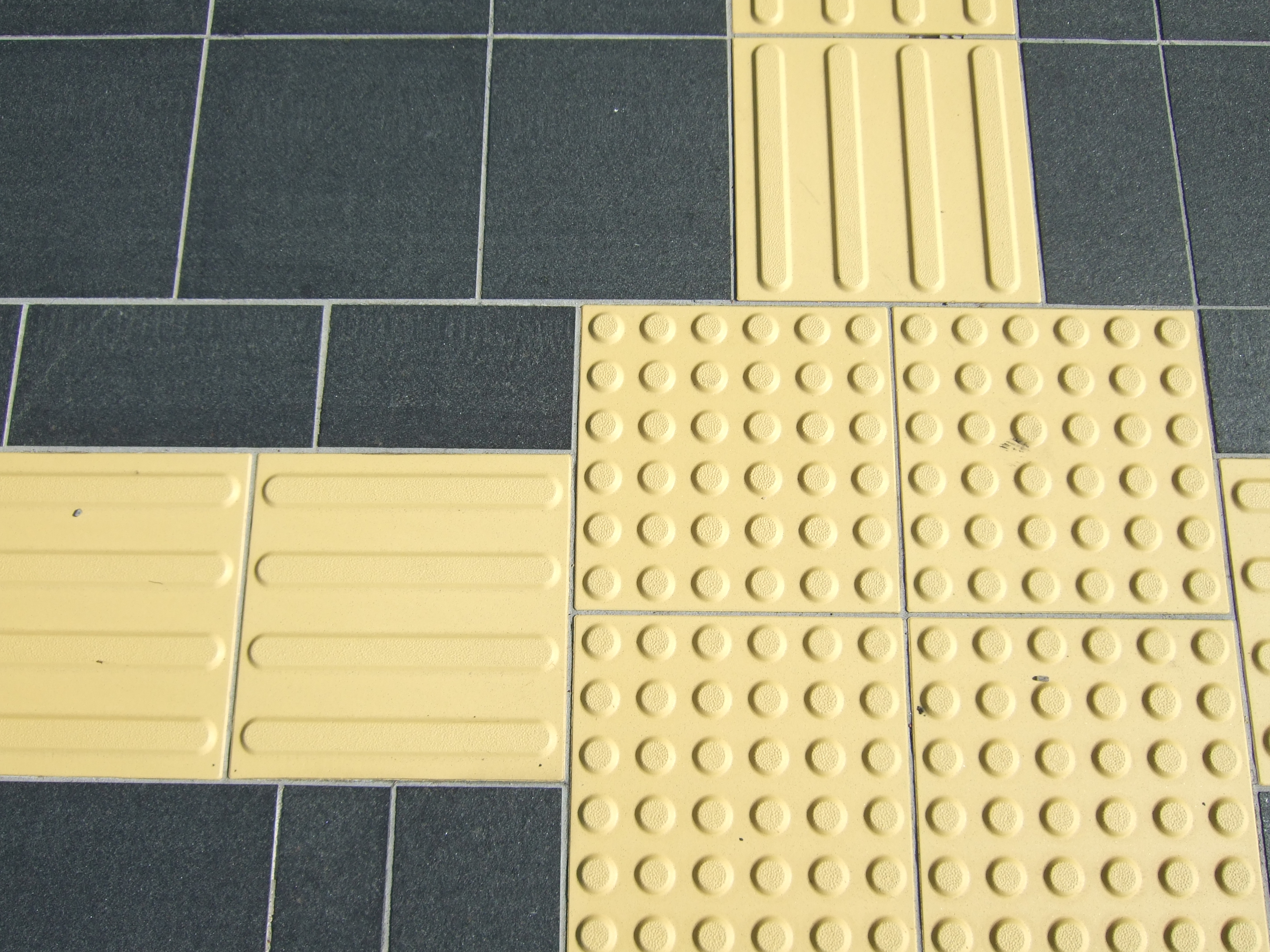
JIS сучасне стандартне тактильне покриття в Японії.
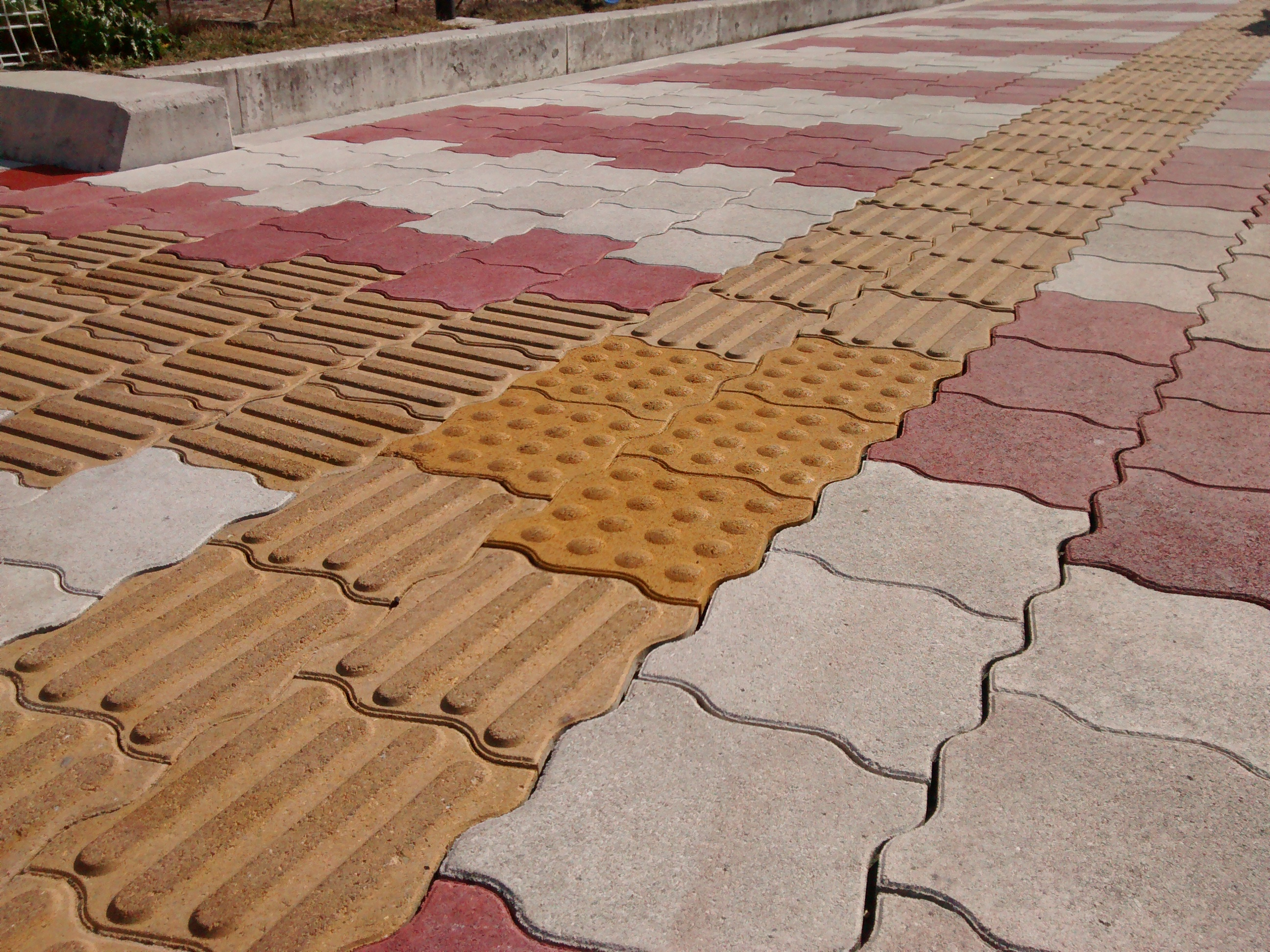
Старе тактильне покриття, яке не відповідає сучасним стандартом JIS.
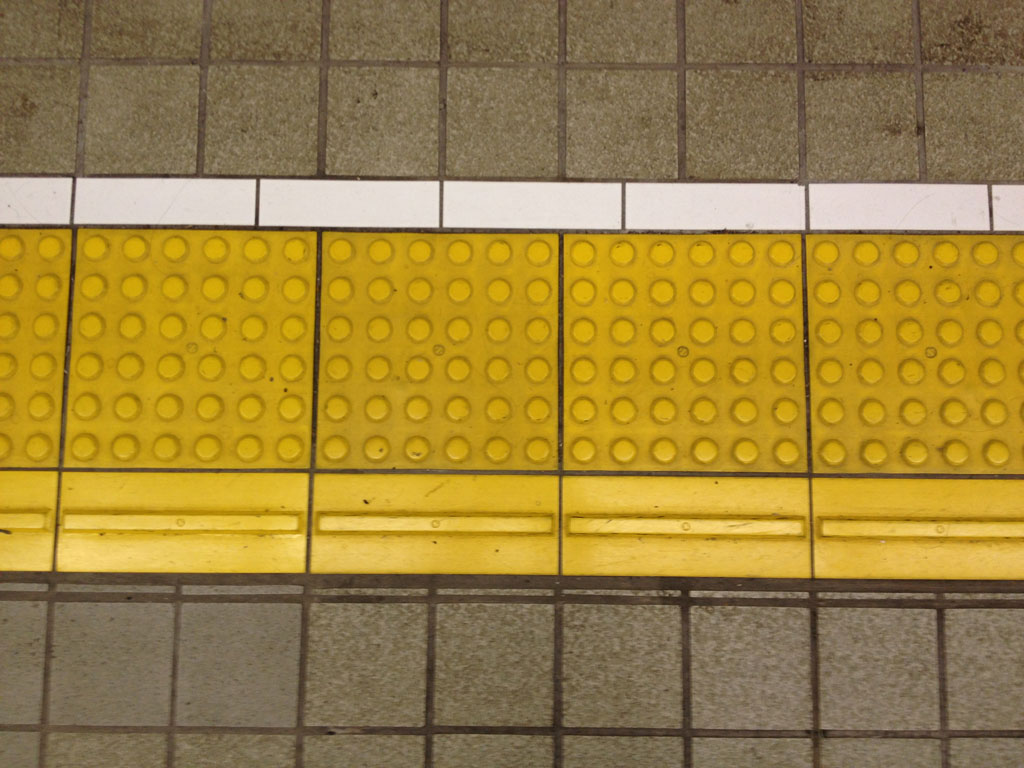
Тактильні покриття встановлені на платформі японської залізничної станції. Лінійні направляючі блоки з виступаючою однією смугою, в нижній частині зображення вказують на кордон безпечної «внутрішньої» сторони платформи протилежній від боку де розташовані рейкові шляхи.
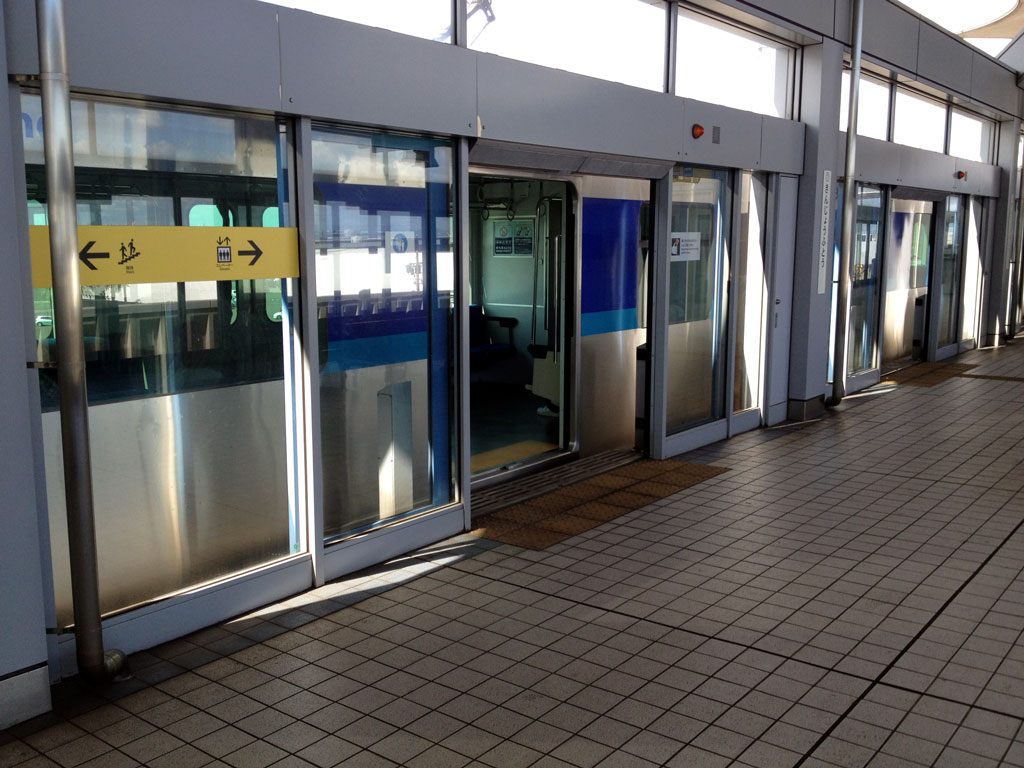
Тактильні покриття в поєднанні з платформні розсувні двері.
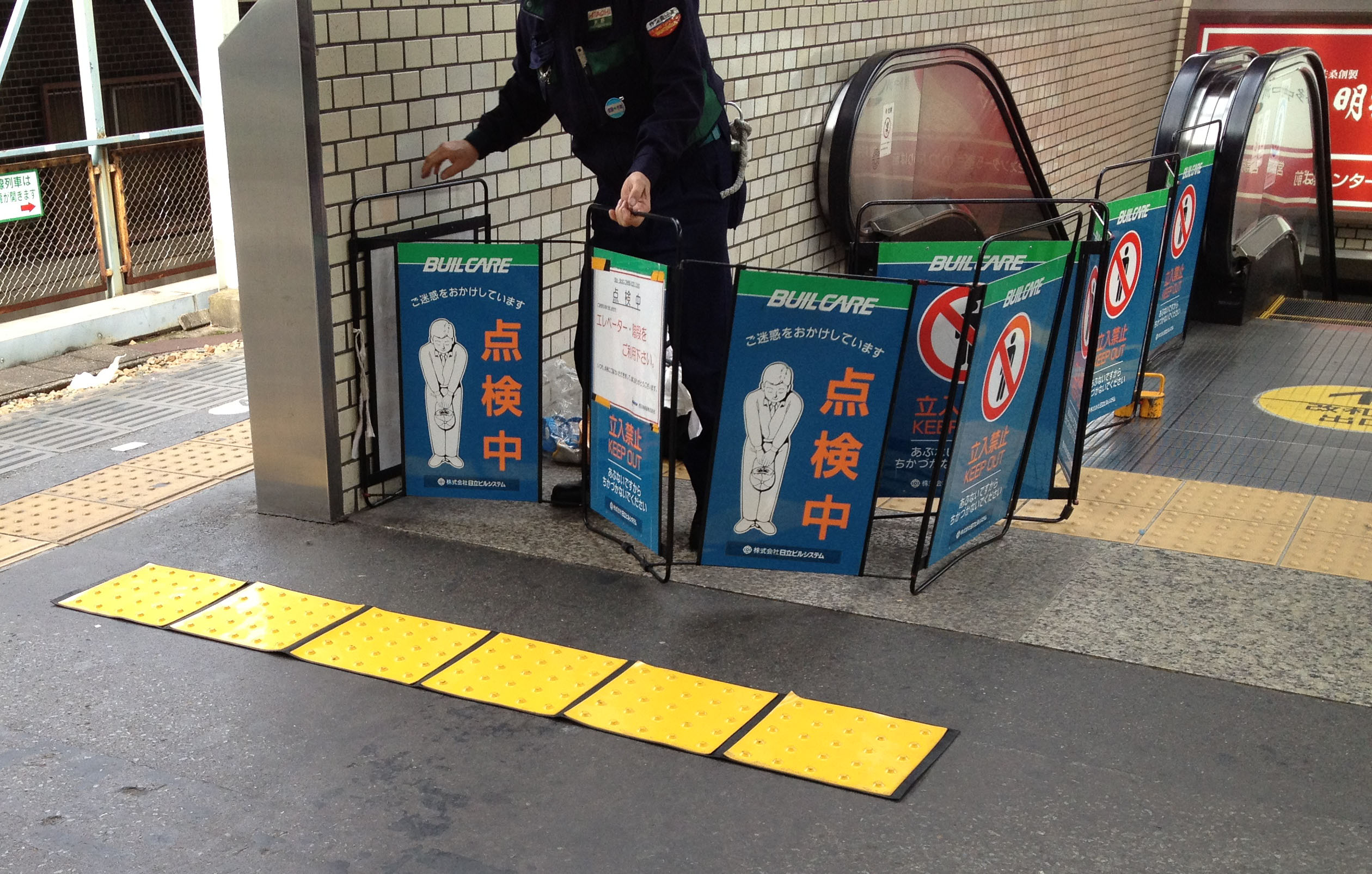
Переносні «блоки Брайля», використовуються для перекриття доступу до ескалатора при технічному обслуговуванні.
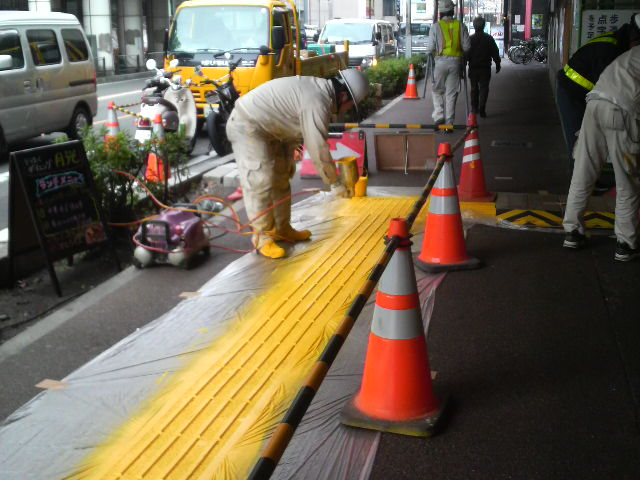
Укладання тактильного покриття на тротуарі.
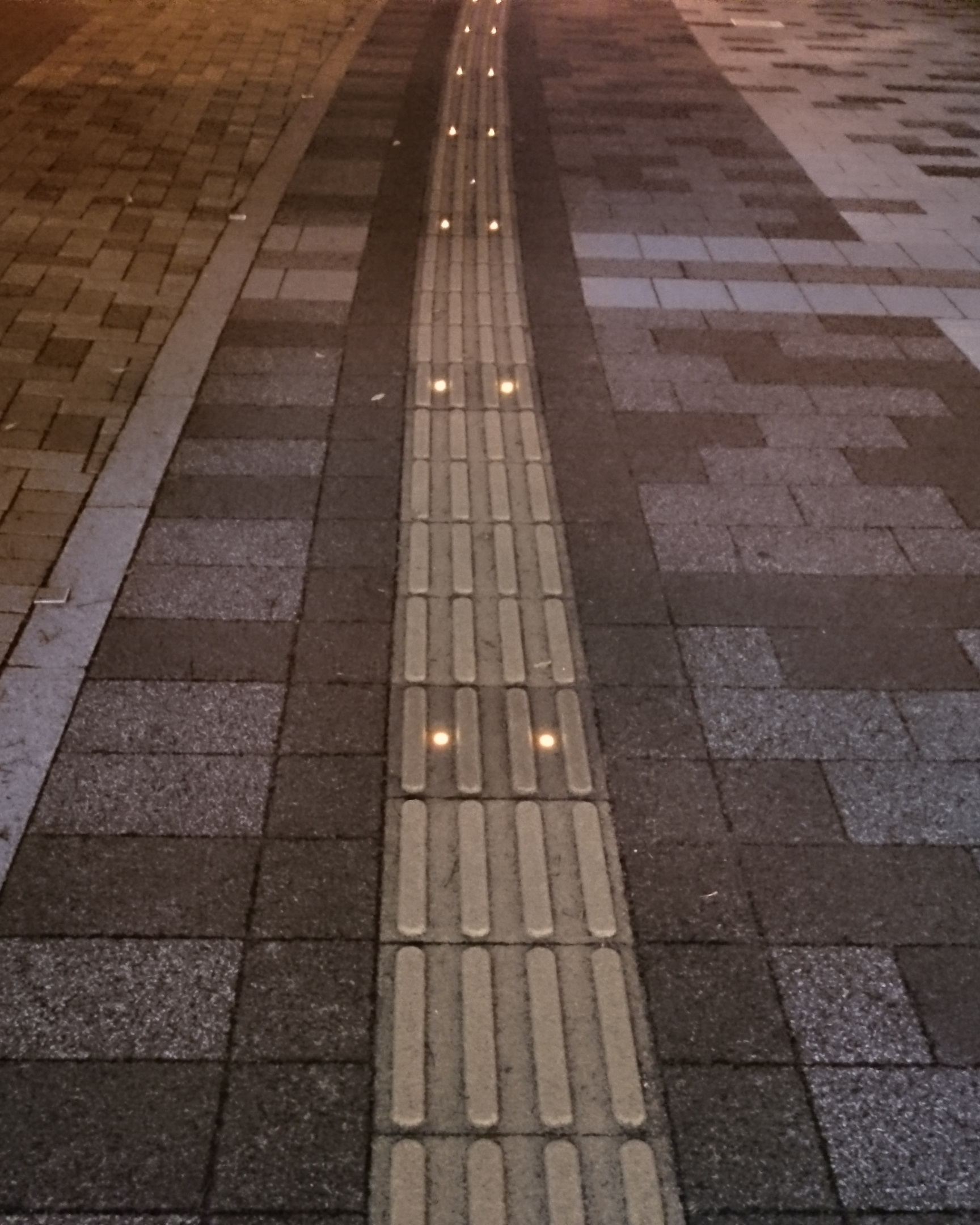
Тактильне покриття з встановленими світлодіодами для людей які страждають порушенням зору.
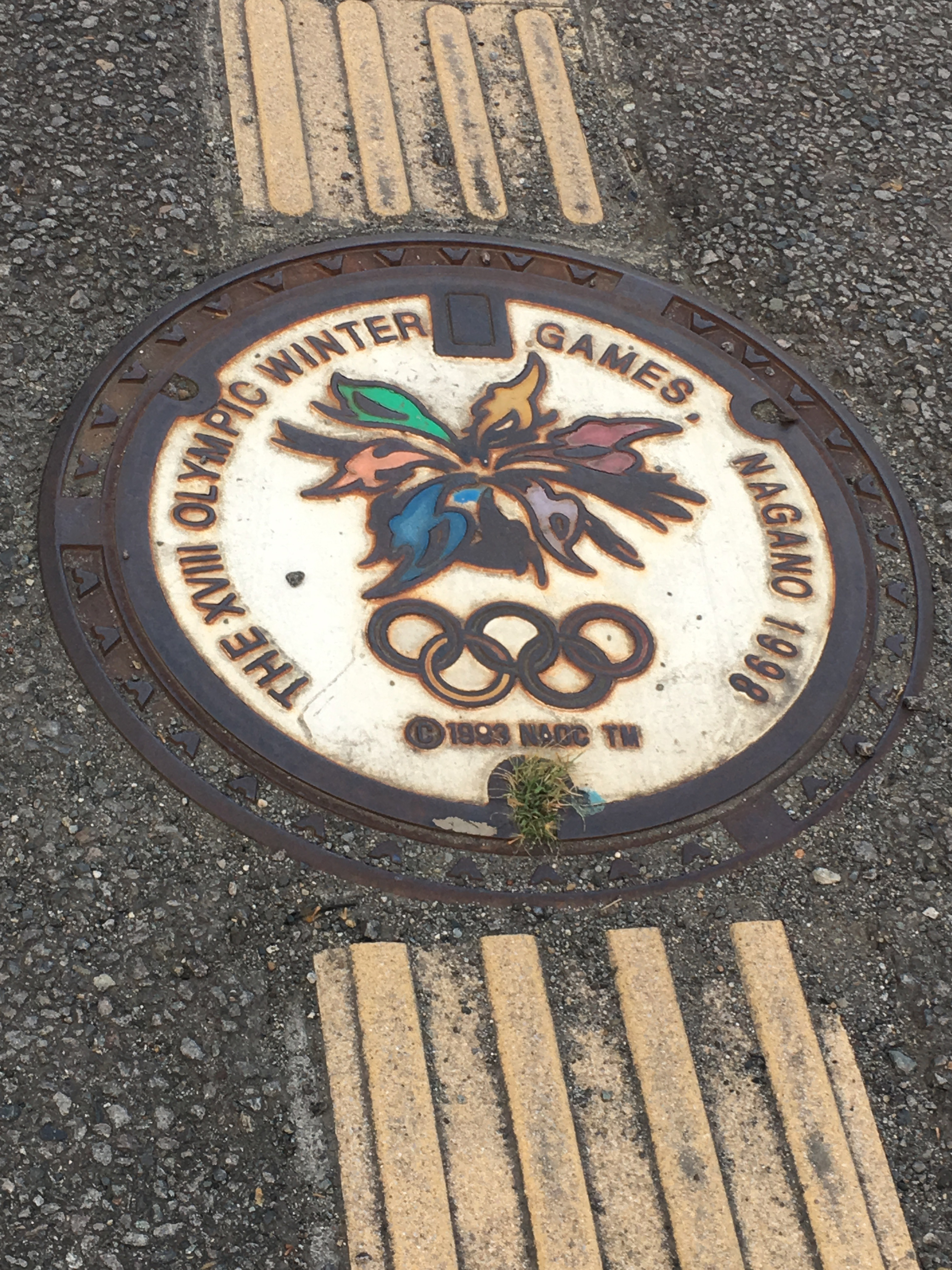
Тактильне покриття йде до і після стилізованої кришки люка під час Зимових Олімпійських ігор 1998 року в Нагано.
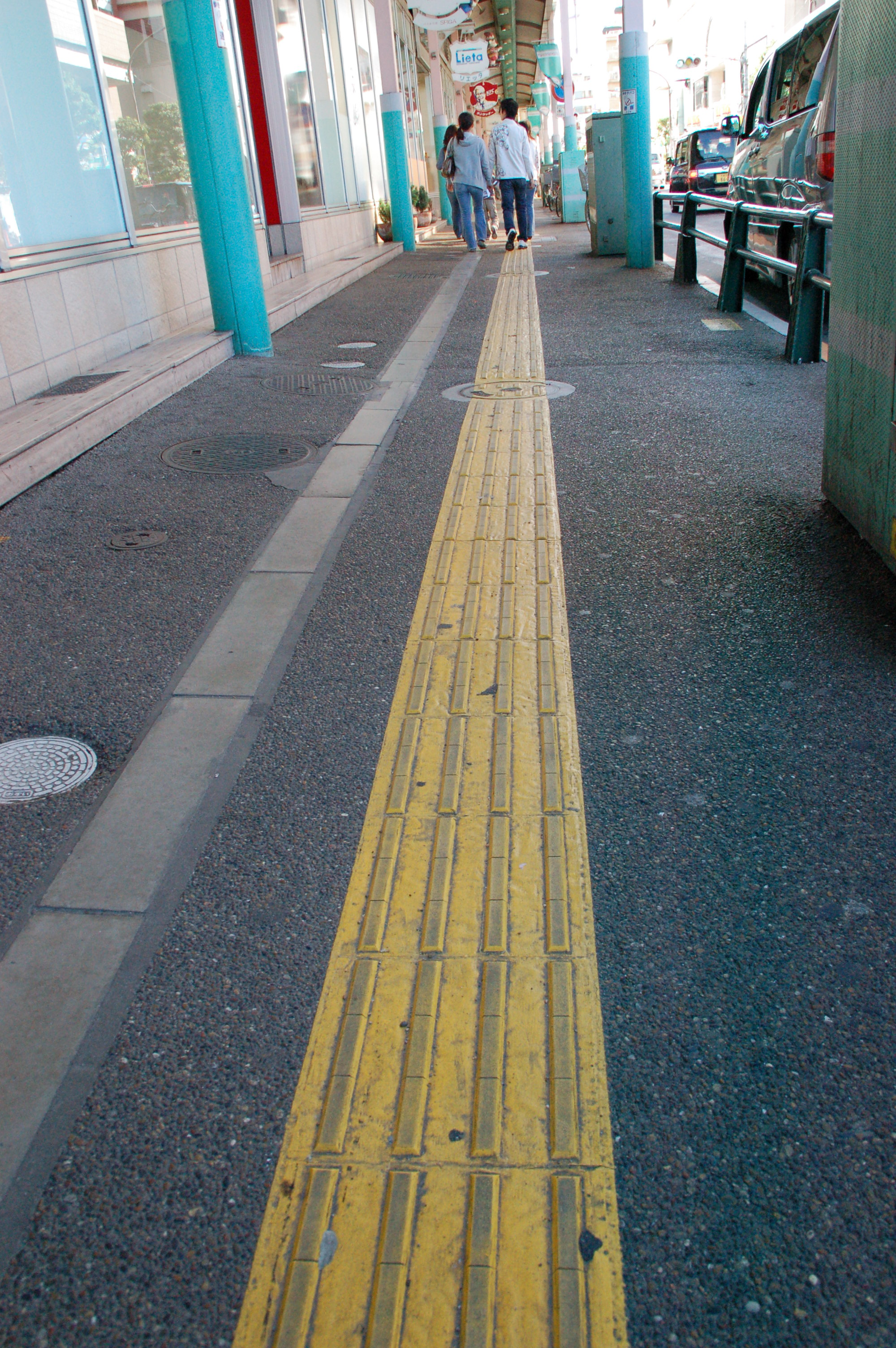
Лінійні направляючі блоки встановлені на тротуарі вздовж проїжджої частини в Токіо.
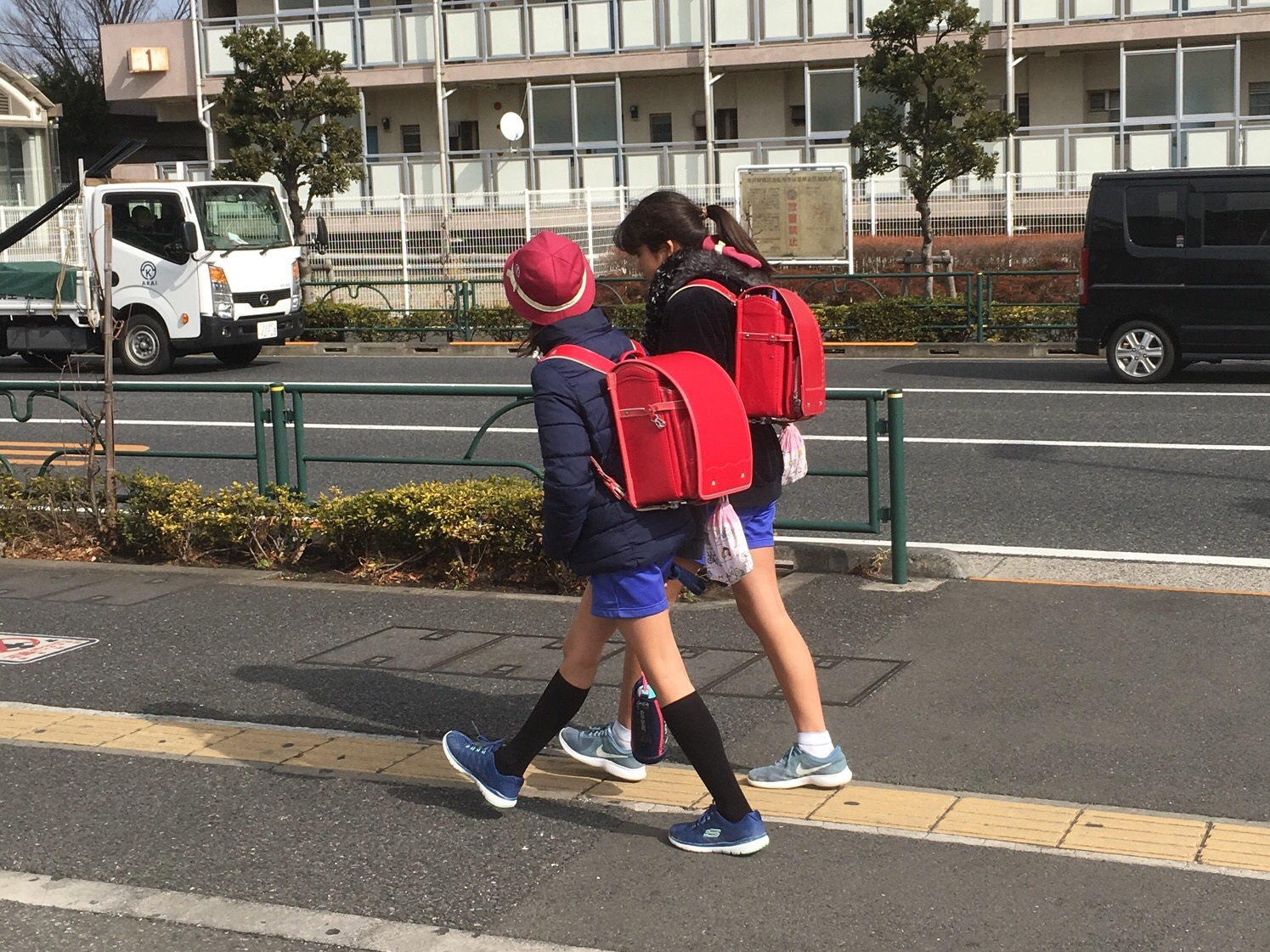
Лінійні направляючі блоки встановлені на тротуарі вздовж проїжджої частини.
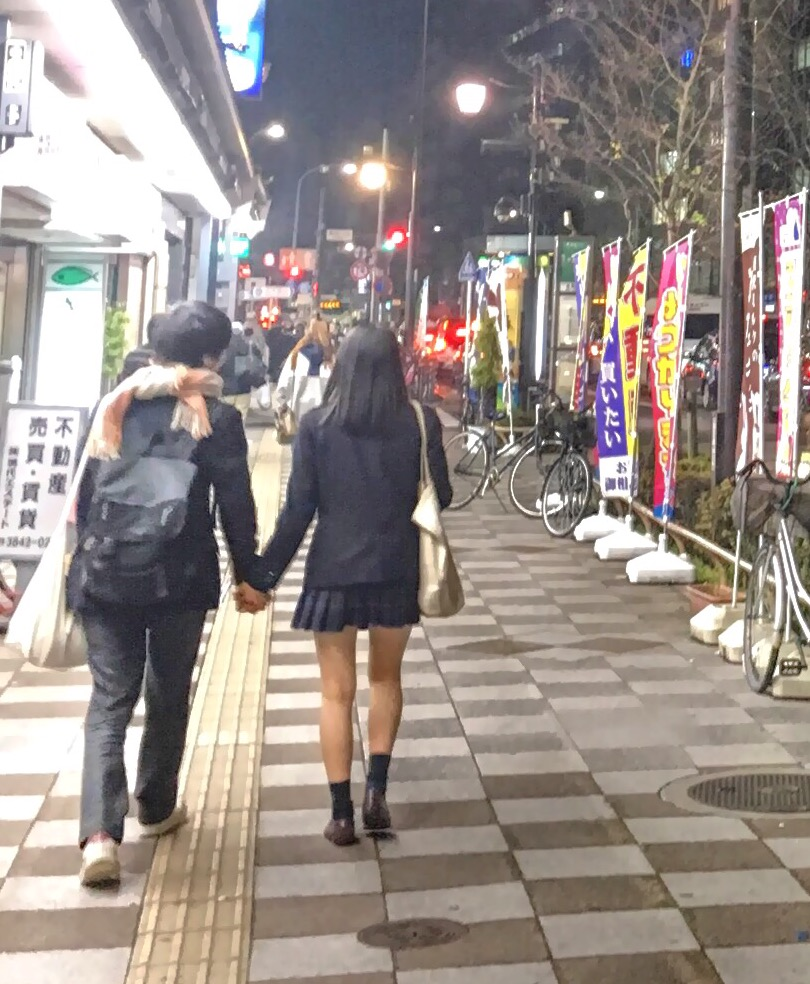
Лінійні направляючі блоки встановлені на тротуарі вздовж проїжджої частини.
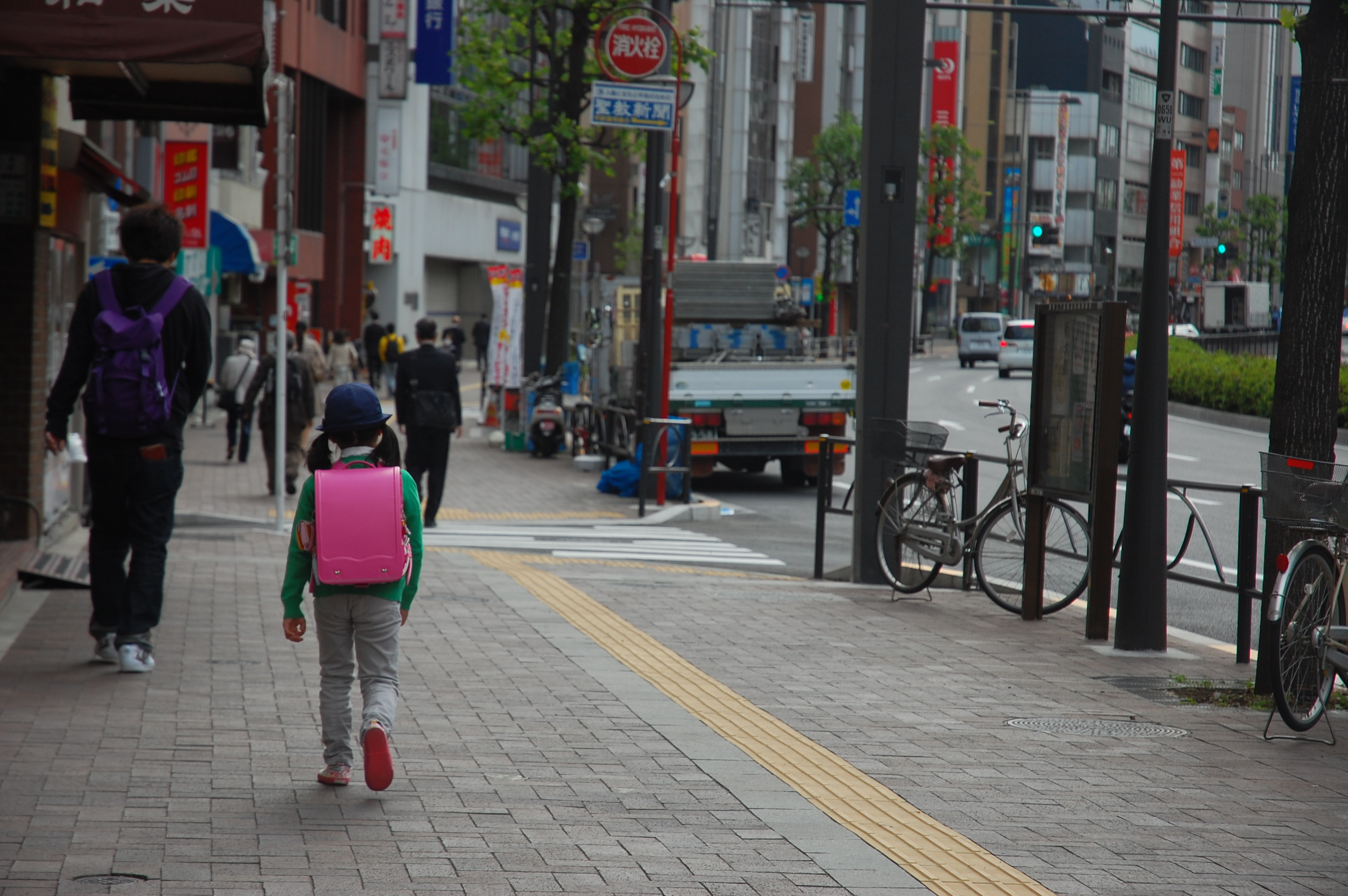
Тактильне покриття на тротуарі в Токіо, район Сіндзюку.
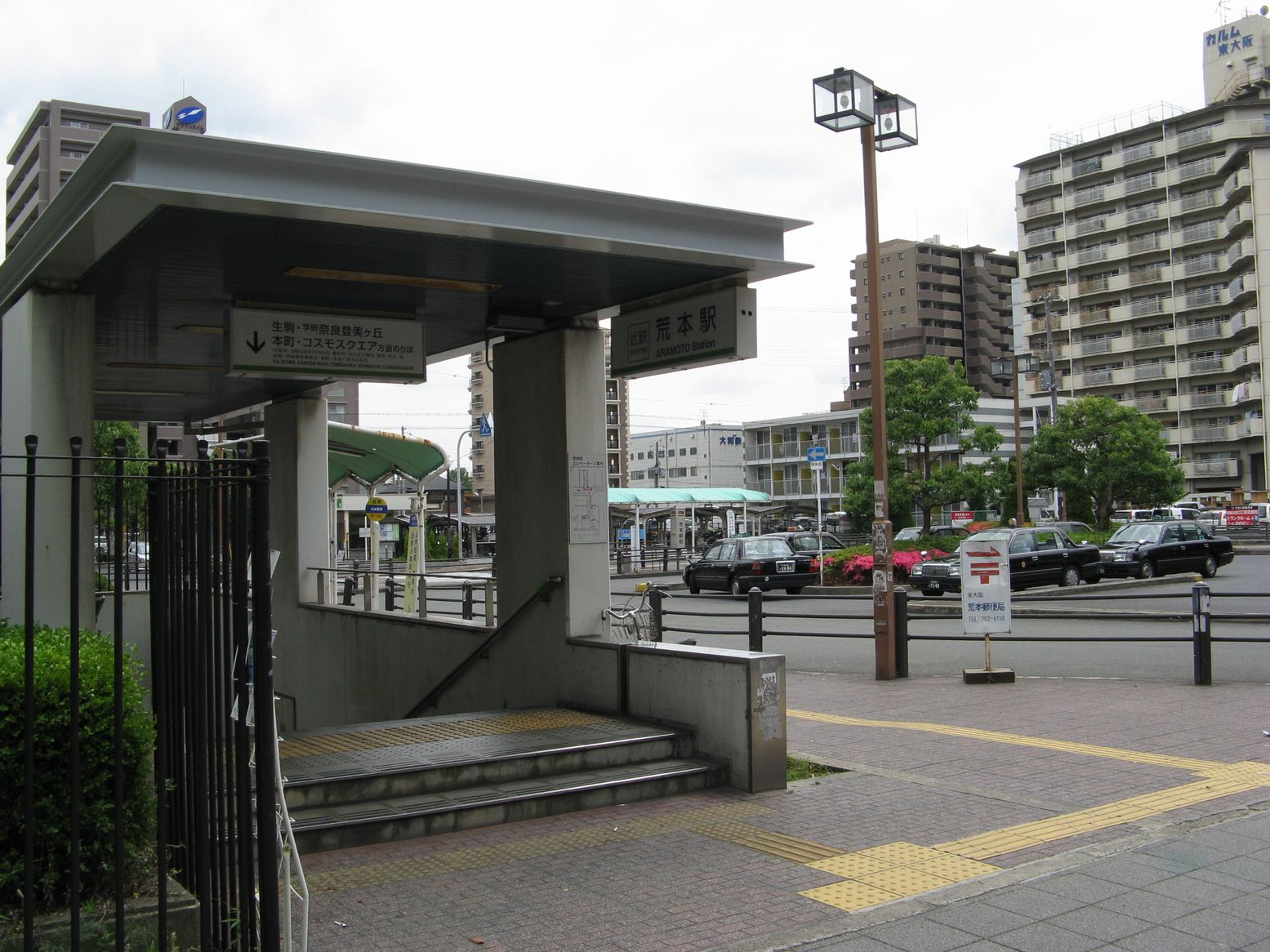
Тактильне покриття на тротуарі біля залізничної станції Арамото в місті Хигасиосака.
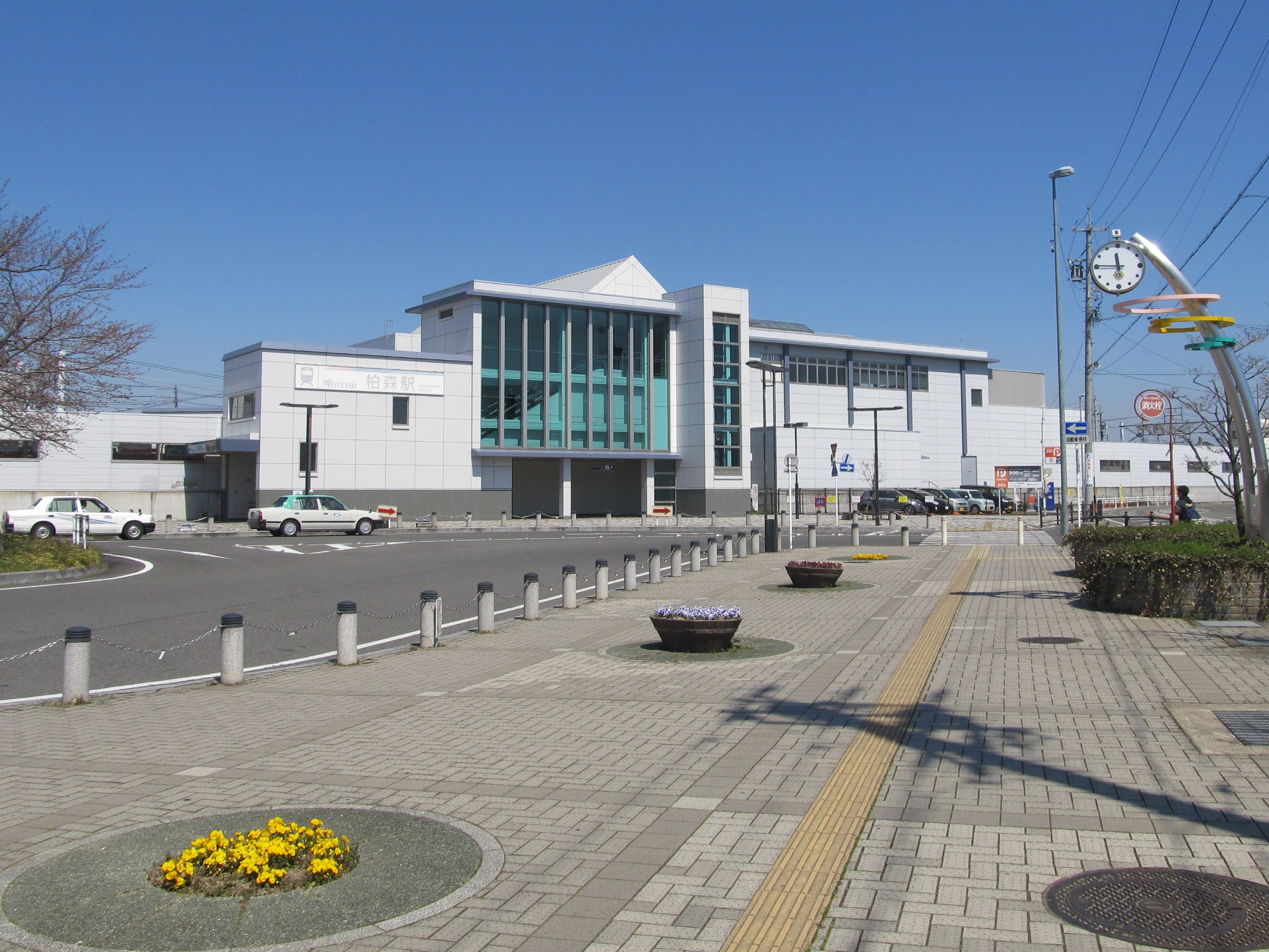
Тактильне покриття на тротуарі біля залізничної станції Касіваморі в селищі Фусо.
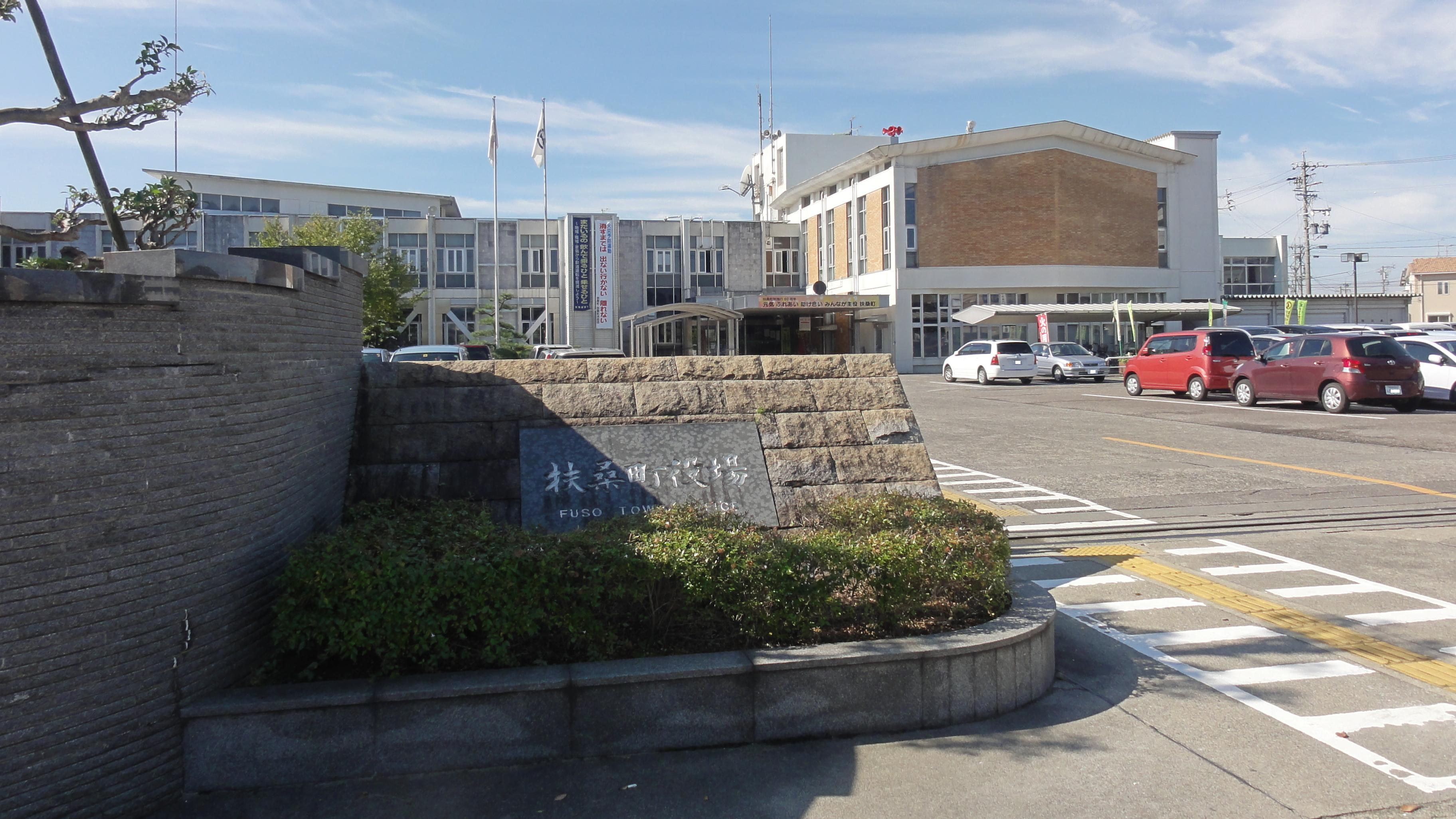
Тактильне покриття біля мерії селища Фусо.
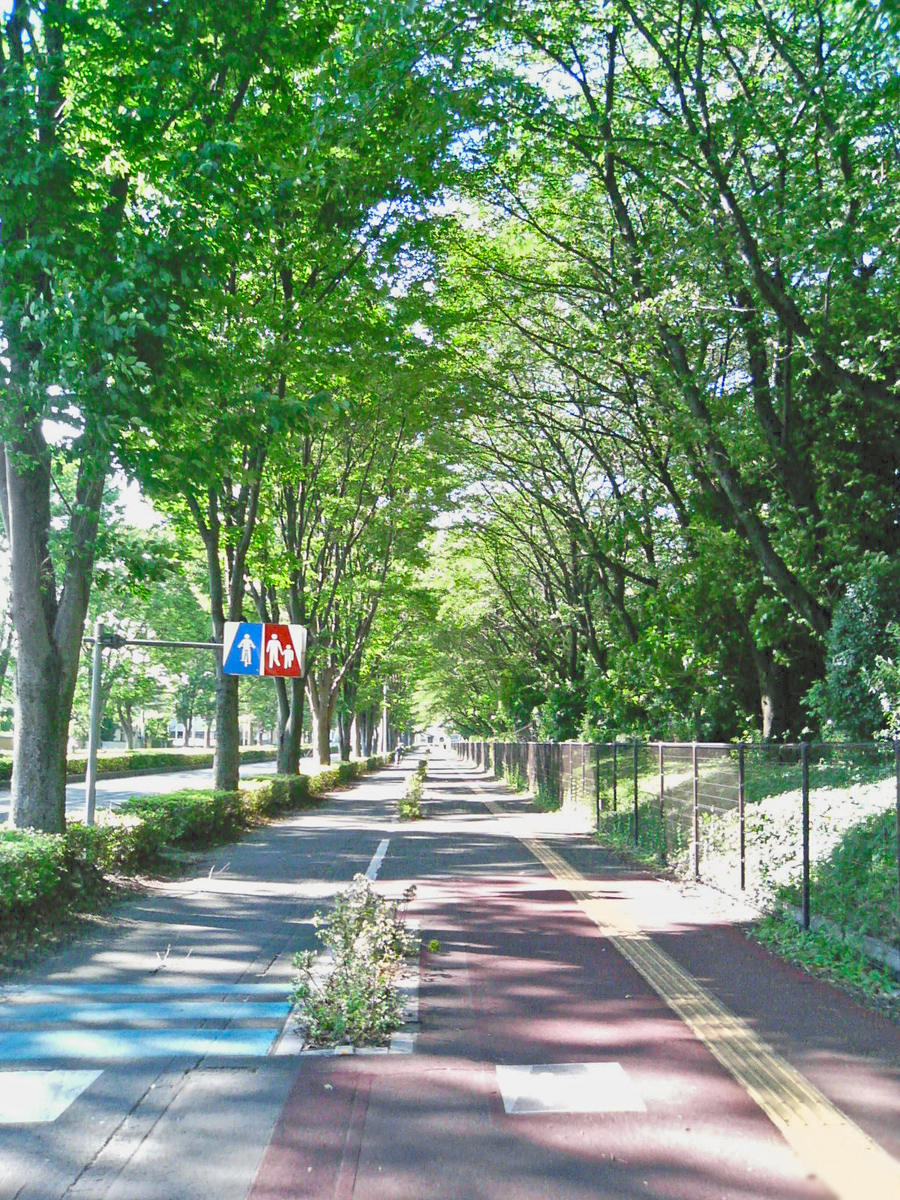
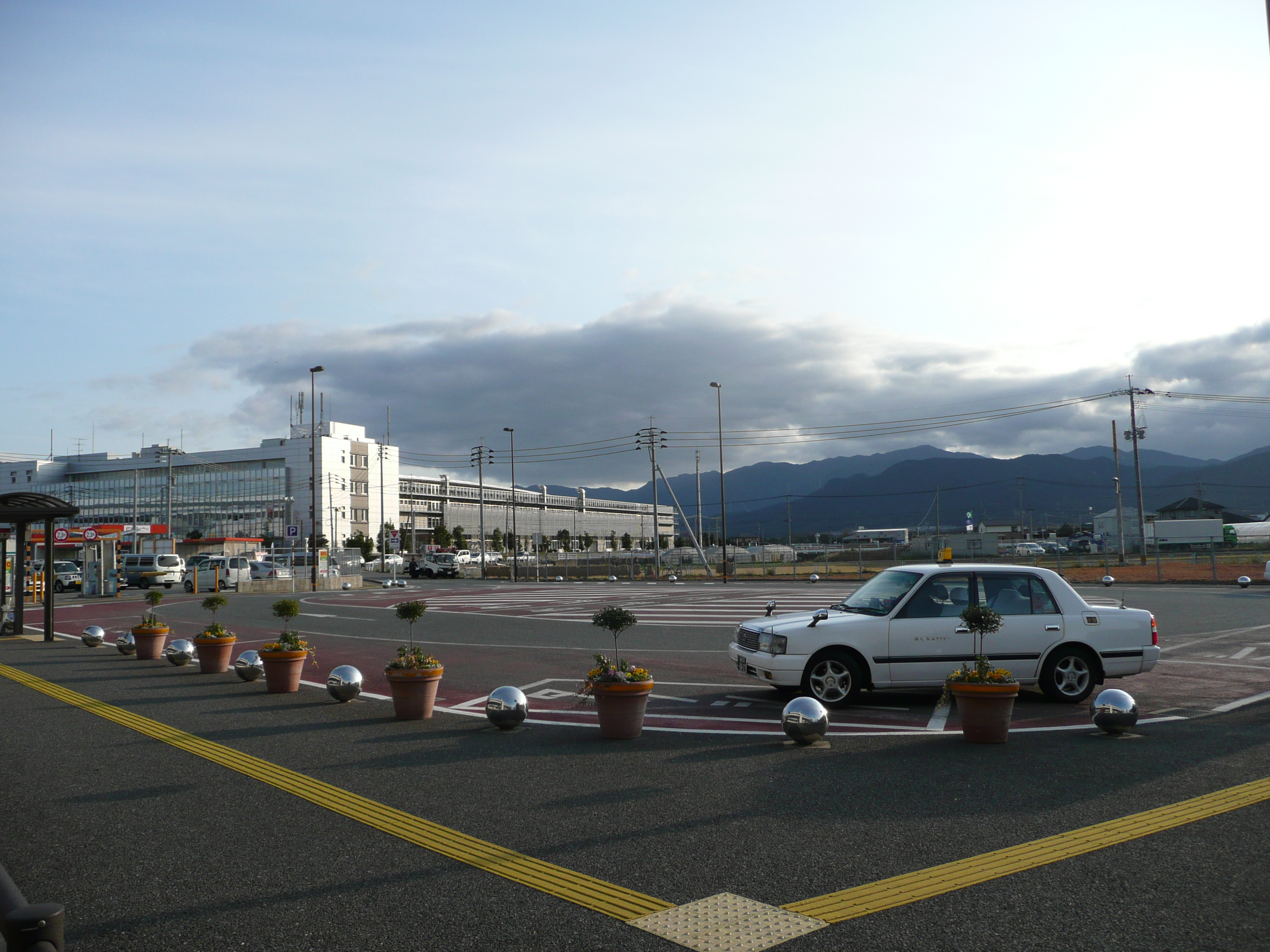

## Стандарти
- ISO/FDIS 23599,Assistive products for blind and vision-impaired persons—Tactile walking surface indicators.
- CEN/TS 15209, Tactile paving surface indicators produced from concrete, clay and stone
- Internal measures are not harmonized with the technical standards
- Австралія / Нова Зеландія AS/NZS 1428.4:2002 Design for access and mobility — Tactile indicators
- Німеччина DIN 32984: 2018-06 Bodenindikatoren im öffentlichen Raum (Entwurf)
- Нова Зеландія NZTA RTS14 Guidelines for facilities for blind and vision impaired pedestrians
- Польща Wytyczne architektoniczne dla kolejowych obiektów obsługi podróżnych Ipi- 1. Polskie Linie Kolejowe S.A (Architectural guidelines for rail passenger service facilities Ipi- 1. Polish Railway Lines S.A.)
- Велика Британія BS 7997:2003 Products for tactile paving surface indicators. Specification
- Японія JIS T 9251:2001 Dimensions and patterns of raised of parts of tactile ground surface indicators for blind persons

## Критика
Були висунуті аргументи на користь того, що гроші, витрачені на установку тактильного покриття, могли б бути витрачені набагато краще на інші поліпшення, які насправді потрібні для людей з порушеннями зору, такі як більш швидкий ремонт зламаного покриття, і що потрібно більше думати про балансуванню потреби пішоходів із вадами зору та пішоходів з обмеженими фізичними можливостями, таких як користувачі інвалідних колясок.
Є ризик застрявання в тактильному покритті інвалідних колясок, є ризик спіткнутися об тактильне покриття Якщо залежно від кольору «блоки Брайля» зливаються за кольором з навколишнім середовищем, людям зі слабким зором може бути важко розпізнати тактильне покриття..